# Rostraria obtusiflora
Rostraria obtusiflora là một loài thực vật có hoa trong họ Hòa thảo. Loài này được (Boiss.) Holub miêu tả khoa học đầu tiên năm 1974.